# Подела Османског царства
Подела Османског царства (Примирје са Мудроса, 30. октобар 1918. – укидање Османског султаната, 1. новембар 1922) био је политички догађај који се догодио након Првог светског рата и окупације Константинопоља од стране британских, француских и италијанских снага у новембру 1918. Подела је планирана кроз неколико споразума које су савезници направили током Првог светског рата, посебно Сајкс-Пикотов споразум. Како се светски рат назирао Османско царство је тражило заштиту али је одбијено од Британаца, Француза, и Руса, а на крају су склопили Османско-немачки споразум. Огроман конгломерат територија и народа који су некада били у саставу Османског царства подељени су на неколико нових држава. Османско царство била је водећа исламска држава у геополитичком, културолошком и идеолошком погледу. Подела Османског царства након рата довела је до јачања позиција западних сила на средњем истоку, као што су Британија и Француска, и стварања модерног арапског света и  Турске републике. Отпор овим силама потицао је од Турског националног покрета али није постао широко распрострањен у пост-османским државама све до Другог светског рата.
Мишљење аналитичара за насилно стварање нација попут Ирака (из три различите провинције Османског царства), Палестине и насилне поделе Сирије дуж комуналних линија, сматрало се делом шире стратегије осигуравања сукоба на Блиском истоку, што је одредило улогу западних колонијалних сила (у то време Британије, Француске и Италије) као посредника мира и добављача оружја. Истраживачки центри у Вашингтону ову стратегију називају "Сиријана" или Пакс Сиријана
Друштво народа дала је мандат Француској над Сиријом и Либаном, Британији над Месопотамијом (касније Ирак) и Палестином који је касније подељен на Британски мандат над Палестином и Трансјордански емират (1921–1946). Османски поседи на Арабијском полуострву постају Краљевина Хеџаз која је анексирана од Султаната Наџд (данашња Саудијска Арабија), и Мутавеклијско краљевство Јемен. Поседи Османског царства на западној обали Персијског залива били су анексирани од Саудијске Арабије (Ал Хаса и Катиф), или су остали британски протекторати (Кувајт, Бахреин и Катар) или постале нове арапске земље Персијског залива.
Након што се османска влада распала, њени представници су потписали Севрски споразум у 1920. години. Турски рат за независност присилио је западноевропске силе да се врате за преговарачки сто јер нису ратификовали споразум. Потписан је и ратификован нови Лозански мир 1923. године, чиме је поништен Севрски споразум и решена већина спорних територијалних питања. Једно нерешено питање између Краљевине Ирак и Турске око бившег вилајета Мосул, касније је решено у оквиру Друштва народа у 1926. години. Британци и Французи су међусобно поделили Велику Сирију (Сајкс-Пикотов споразум). Остали тајни споразуми склопљени су са Италијом и Русијом. Балфорова декларација охрабрила је међународни ционистички покрет да се залаже за јеврејску домовину у Палестини. Док је била део Тројне антанте, Русија је имала и ратне споразуме који су је спречавали да учествује у подели Османског царства након Руске револуције. Севрски споразум формално је признао нове мандате Друштва народа у региону, the независност Јемена, и британски суверенитет над Кипром.

## Позадина
Западне силе дуго су веровале да ће на крају постати доминантне у области коју је држала слаба централна власт Османског царства. Британија је имала потребу да осигура подручје због његовог стратешког положаја на путу до Колонијалне Индије, и сматра се као најважније у борби с Русијом за империјални утицај познат као Велика игра. Ове силе нису се сложиле око својих контрадикторних посслератних циљева, што је довело до неколико двоструких и троструких споразума.

## Француски мандати
Сирија и Либан су постали француски протекторати (што је било скривено мандатом Друштва народа). Француска контрола је одмах наишла на оружани отпор и у циљу борбе против арапског национализма, Француска је поделила подручје мандата на Либан и четири под-државе.

### Мандат над Либаном
Велики Либан је био назив територије коју је створила Француска. То је била претеча модерног Либана. Постојала је од 1. септембра 1920. до 23. маја 1926. Француска је своју територију креирала од Левантског подручја (мандат додељен од Друштва народа) како би створила "сигурно уточиште" за маронитско хришћанско становништво. Маронити су стекли самоуправу и осигурали свој положај у независном Либану 1943. године.
Француске интервенције у име Маронита почеле су са капитулацијама Османског царства, споразумима склопљеним у периоду од 16. до 19. века. Године 1866, када је Јусеф-бег Карам водио маронитски устанак на планини Либан, стигле су морнарице под вођством француске војске, које су претиле гувернеру, Давуд-паши, султанској Порти, а потом одвеле Карама на сигурно.

## Британски мандати
Британцима су додељене три мандатне територије, са једним од синова шерифа од Меке Хусеина, Фејсала који је постављен за краља Ирака и другим Абдулахом који је постављен за емира Трансјорданског. Британски мандат над Палестином је био под директном британском управом, а јеврејском становништву је било дозвољено да се насељава, у почетку под британском заштитом. Највећи део Арабијског полуострва припао је другом британском савезнику, Ибн Сауду, који је створио краљевину Саудијску Арабију у 1932. години.

### Мандат над Месопотамијом
Сајкс-Пикотов споразум из 1916. године је доделио Мосул Француској а 1918. године је додељен Британији након споразума између Лојда Џорџа и Жоржа Клемансоа. Велика Британија и Турска оспоравале су једна другој контролу над некадашњом османском покрајином Мосул почетком 1920-их. Након Лозанског мира 1923. године Мосул је припао Британском мандату над Месопотамијом, али је нова Турска република и даље тврдила да је покрајина део њеног историјског средишта. Одбор Друштва народа послат је у регију 1924. године како би проучио случај и 1925. препоручио је да регион остане повезан са Ираком, и да би требало да Велика Британија има мандат на још 25 година, како би осигурала аутономна права Курда. Турска је одбацила ову одлуку. Ипак, Британија, Ирак и Турска су 5. јуна 1926. потписале споразум, који је углавном следио одлуку Друштва народа. Мосул је остао под Британским мандатом над Месопотамијом све док Ирак није добио независност 1932. године на захтев краља Фејсала, иако су Британци задржали војне базе и транзитна права за своје снаге у земљи.

### Мандат над Палестином
Током Првог светског рата, Британија је издала три супростављене, али изводљиво компатибилне, изјаве о својим амбицијама за Палестину. Британија је подржала, преко свог обавештајног службеника Томаса Лоренса (познати као: Лоренс од Арабије), успостављање уједињене арапске државе која би заузимала велико подручје Блиског истока у замену за арапску подршку Британцима током рата. Балфорова декларација из1917. године подстакла је јеврејске амбиције за национални дом. На крају, Британци су обећали у преписци између Хусеина и Мекмахона да ће хашемитска породица владати над великом територијом у региону у замену за њихову подршку у Арапској побуни.
Арапска побуна, која је делом режирана од стране Лоренса, резултирала је победом Британаца над Османлијама у Синајској и палестинској кампањи 1917. године и окупацијом Палестине и Сирије. Тим земљама су управљали Британци до краја рата.
Велика Британија је добила контролу над Палестином на Париској мировној конференцији када је основано Друштво народа у 1919. години. Хеберт Самјуел, бивши управник поште у кабинету Уједињеног Краљевства који је био кључан у изради Балфорове декларације, именован је за првог високог комесара у Палестини. У 1920. години на конференцији у Санрему, у Италији, Друштво народа је доделило мандат над Палестином Британији. Британија је 1923. године је пребацила део територије Голанске висоравни Француском мандату над Сиријомto у замену за Метула регион.

## Покрети независности
Када су Османлије протеране, Арапи су прогласили независну државу у Дамаску, али су били превише слаби, војно и економски, да би се одупрели европским силама, и Британија и Француска су ускоро поново успоставиле контролу.
Током 1920-их и 1930-их Ирак, Сирија и Египат су тежили ка независности, иако Британци и Французи нису формално напустили регион све до Другог светског рата. Али у Палестини, сукобљене снаге арапског национализма и ционизма створиле су ситуацију коју Британци нису могли решити нити се извући из ње. Уздизање нацизма у Немачкој довело је до нових ургенција у ционистичком покрету за стварање јеврејске државе у Палестини, што је довело до Израелско-палестинског сукоба (види још: Историја Палестине).

### Арабијско полуострво
На Арабијском полуострву, Арапи су успели да успоставе неколико независних држава. Хусеин бин Али, шериф од Меке, је у 1916. основао Краљевину Хиџаз, док је Ријадски емират претворен у Султанат Наџд. Краљевина Наџд и Хиџаз формирана је 1926. године, а 1932. године постаје краљевина Саудијска Арабија. Мутавеклијско краљевство Јемен постало је независно 1918. године, док су Арапске земље Персијског залива постале де факто британски протекторати са неком унутрашњом аутономијом.

### Анадолија
Руси, Британци, Италијани, Французи, Грци, Асирци и Јермени су имали своје захтеве у Анадолији, засноване на бројним ратним обећањима, војним акцијама, тајним споразумима и уговорима. Према Севрском споразуму, свима осим Асирцима би биле испуњене жеље. Јерменија је требало да добије значајан источни део Анадолије, познато као Вилсонова Јерменија, који се пружао на југу до језера Ван а на западу до провинције Муш, Грчка је требало да добије Смирну и подручје око ње (и вероватно би јој припао Константинопољ и цела Тракија, којом је управљано као међународно контролисаном и демилитаризованом територијом), Италија је требало да добије контролу над централној и западној обали Анадолије у околини Анталије, Француска би добила подручје Киликије, а Британци цело подручје јужно од Јерменије. Севрски споразум је замењен Споразумом из Лозане 1923. чиме су поништене све његове одредбе и територијалне анексије.

### Русија
У марту 1915. године, министар спољних послова Руског царства, Сергеј Сазонов, рекао је британским и француским амбасадорима Џорџу Бучанану и Морису Палеологу да у трајној послератној нагодби захтевају руско поседовање "града Константинопоља, западну обалу Босфора, Мраморно море, Дарданели, као и јужну Тракију до линије Енос-Мидија", и "део азијске обале између Босфора, реке Сакарје, и тачке која ће се одредити на обали залива Измит." Руски лист Известија објавио је у новембру 1917. године Константинопољски споразум да би добио подршку јерменске јавности у Руској револуцији. Међутим, револуција је заправо окончала руске планове.

### Уједињено Краљевство
Британци, који су тражили контролу над Мраморним морем, извели су окупацију Константинопоља, уз помоћ Француске, од 13. новембра  1918. дo 23. септембра 1923. Након Турског рата за независност и потписивања споразума у Лозани, британске трупе су напустиле град.

### Италија
Према споразуму из Сен Жан де Морјена између Француске, Италије и Уједињеног Краљевства, Италија је требало да добије сву југозападну Анадолију осим Аданске регије, укључујући и Измир.  Међутим, 1919. године грчки премијер Елефтериос Венизелос добио је дозволу на Париској мировној конференцији да окупира Измир, превазилазећи одредбе претходно наведеног споразума.

### Француска
Према тајном Сајкс-Пикотов споразуму из 1916, Французи су добили Хатај, Либан и Сирију и изразили тежње за део југоисточне Анадолије. Споразум из Сен Жан де Морјена из 1917. између Француске, Италије и Уједињеног Краљевства доделио је Француској Аданску регију.
Француска војска, заједно са Британцима, окупирала је делове Анадолије од 1919. до 1921. године у Француско-турском рату, укључујући руднике угља, жељезнице, црноморске луке Зонгулдак, Карадениз Ерегли и Константинопољ, Узункопру у источној тракији и регион Киликију. Француска се на крају повукла из свих ових области, након споразума из Мудање, Анкарског споразума и Лозанског споразума.

### Грчка
Западни савезници, посебно британски премијер Дејвид Лојд Џорџ, обећали су Грчкој територијална проширења на рачун Османског царства ако би Грчка ушла у рат на страни савезника. Обећане територије обухватале су источну Тракију, острва Имброс и Тенедос, и део западне Анадолије око града Измира.
У мају 1917. године, након егзила Константина I, грчки премијер Елефтериос Венизелос се вратио у Атину и придружио Антанти. Грчке војне снаге (иако подељене на присталице монархије и присталице Венизелоса) почеле су да учествују у војним операцијама против бугарске војске на граници. Исте године, Измир је обећан Италији по споразуму из Сен Жан де Морјена између Француске, Италије и Уједињеног Краљевства.
На Париској мировној конференцији 1918, заснованој на ратним обећањима, Венизелос је снажно лобирао за проширење Грчке (Мегали идеја) која би обухватала велику грчку заједницу у северном Епиру, Тракију (укључујући константинопољ) и Малу Азију. На Париској конференцији 1919, упркос италијанском противљењу, добио је дозволу да Грчка заузме Измир.

### Југозападна Кавкаска Република
Југозападна Кавкаска Република била је ентитет основан на руској територији 1918. године, након повлачења османских трупа до границе из Првог светског рата као резултат Примирја са Мудроса. Имала је номинално независну привремену владу са седиштем у Карсу.
Након избијања сукоба Грузија, Јерменија и британски адмирал Сомерсет Калдорп окупирали су Карс 19. априла 1919, укидајући његов парламент и ухапсивши 30 чланова његове владе. Карс је стављен под јерменску контролу.

### Јерменија
У каснијој фази Првог светског рата, Јермени у Русији успоставили су привремену владу на југозападу Руског царства. Војни сукоби између Турака и Јермена током и након рата коначно су одредили границе државе Јерменије.

#### Западна Јерменија
У априлу 1915, Русија је подржала оснивање јерменске привремене владе под вођством руско-јерменског гувернера Арама Манукјана, лидера отпора у одбрани Вана. Јерменски национални покрет ослобођења се надао да ће Јерменија бити ослобођена османског режима у замену за помоћ руској војсци. Међутим, Руско царство је имало тајни споразум са осталим члановима Тројне антанте о евентуалној судбини појединих делова Анадолије, назван Сајкс-Пикотов споразум. Ови планови су објављени од стране јерменских револуционара 1917. године како би добили подршку шире јерменске јавности.
У међувремену, привремена влада је постајала све стабилнија како се све више Јермена досељавало на њену територију. Године 1917. 150.000 Јермена преселило се у провинције Ерзурум, Битлис, Муш и Ван. А Армен Гаро и други јерменски лидери тражили су да се јерменски војници у европским кампањама пребаце на Кавкаски фронт.
Руско царство је било принуђено да се повуче из рата због револуције. У децембру 1917. године, примирје су потписали представници Османског царства и Закавкаског комесаријата. Међутим, Османско царство је почело да појачава своју 3. армију на источном фронту. Борбе су почеле средином фебруара 1918. године. Јермени, под великим притиском османске војске и локалних курдских бораца, били су принуђени да се повуку из Ерзинџана у Ерзурум а затим у Карс, а 25. априла су се евакуисали и из Карса. Као одговор на османску инвазију, Закавкаски комесаријат је прогласио краткотрајну Закавкаску Закавкаску Демократску Федеративну Републику, а након њеног распада формирана је Демократска Република Јерменија 30. маја 1918. године. Споразум из Батумија, потписан 4. јуна, смањио је Јерменску Демократску Републику на само 11.000 квадратних километара.

#### Вилсонова Јерменија
На Париској Мировној конференцији 1919. године, јерменска дијаспора и Јерменска револуционарна федерација сматрале су да би историјско подручје Јерменије, подручје које је било ван контроле Османског царства од 1915. дo 1918, требало је да буде део Демократске Републике Јерменије. На основу Вилсонових "Четрнаест тачака",  јерменска дијаспора је тврдила да је Јерменија "способна да контролише регион", на основу јерменске контроле успостављене након Руске револуције. Јермени су такође тврдили да доминантна популација у региону постаје све више јерменска, јер се турски становници селе у западне покрајине. Богос Нубар, председник јерменске националне делегације, изјавио је: "На Кавказу, где, без спомињања 150.000 Јермена у царској руској војсци, више од 40.000 њихових добровољаца допринело је ослобађању дела јерменских вилајета, и где су, под командом својих лидера, Антраника и Назербекофа, они, једини међу народима Кавказа, пружали отпор турским војскама, од почетка бољшевичког повлачења све до потписивања примирја. "
Председник Вилсон је прихватио аргументе Јермена за цртање границе и написао: "Свет очекује од њих (Јермена) да дају сва охрабрења и помоћи у оквиру својих моћи оним турским избеглицама које пожеле да се врате у своје бивше домове у окрузима Трабзона, Ерзурума, Вана и Битлиса сећајући се да су и ови људи, такође, јако патили." На конференцији је прихваћена његова сугестија да Демократска Република Јерменија треба да се прошири на данашљу источну Турску.

### Грузија
Након пада Руског царства, Грузија је постала независна република и настојала је да задржи контролу над Батумимијем као и Ардаханом, Артвином, и Олтуем, подручјима са муслиманским грузијским елементима, које је Русија преузела од Османлија 1878. године. Османске снаге су окупирале спорне територије до јуна 1918, приморавајући Грузију да потпише споразум из Батумија. Након пропасти османске власти, Грузија је успела да врати Ардахан и Алтвин од локалних муслиманских власти 1919. године а Батуми од британске администрације 1920. године. Тврдили су да никада нису желели да контролишу Олту, на ком је претендовала и Јерменија. Совјетска Русија и Турска покренуле су готово истовремени напад на Грузију у фебруару и марту 1921. године, што је довело до нових територијалних расподела које су завршене Карским миром, којим је Батуми остао у границама нове Грузијске ССР, док су Ардахан и Артвин признати као делови Турске.

### Република Турска
Између 1918. и 1923. турски покрети отпора које је предводио Мустафа Кемал Ататурк приморали су Грке и Јермене да се повуку из Анадолије, док Италијани никада нису успоставили присуство. Турски револуционари такође су потиснули курдске покушаје да постану независни током 1920-их. Након што је турски отпор добио контролу над Анадолијом, није било наде да ће испунити услове из Севрског споразума.
Пре приступања Совјетском Савезу, Демократска Република Јерменија је потписала споразум у Александропољу, 3. децембра 1920, пристајући на садашњу границу између две земље, мада је јерменска влада већ пропала због совјетске инвазије 2. децембра. Након тога Јерменија је постала саставни део Совјетског Савеза. Ова граница је поново ратификована Московским споразумом (1921), којим су бољшевици признали Турској окупиране провинције Карс, Игдир, Ардахан, и Артвин у замену за Аџарију са престоницом у Батумију.
Турска и новоосновани Совјетски Савез, заједно са Јерменском ССР и Грузијском ССР, ратификовали су Карски мир  11. септембра 1922. године, успостављајући североисточну границу Турске и доносећи мир у региону, упркос томе што ниједна од њих нису биле међународно признате у том периоду. Коначно, Лозански мир 1923., потписан 1923. године, формално је окончао сва непријатељства и довео до стварања модерне Турске Републике.

## Белешке
1. ↑  Paul C. Helmeich (1974). From Paris to Sèvres: The Partition of the Ottoman Empire at the Peace Conference of 1919–1920. Ohio University Press. ISBN 0-8142-0170-9.
2. ↑  Fromkin (1989). A Peace to End All Peace. стр. 49—50. ISBN 978-0-8050-0857-9.
3. ↑  Roderic H. Davison; Review "From Paris to Sèvres: The Partition of the Ottoman Empire at the Peace Conference of 1919–1920" by Paul C. Helmreich in Davison, Roderic H. (Mar. 1975). „Reviewed work: From Paris to Sèvres: The Partition of the Ottoman Empire at the Peace Conference of 1919-1920., Paul C. Helmreich”. Slavic Review. 34 (1): 186—187. JSTOR 2495927. doi:10.2307/2495927. Проверите вредност парамет(а)ра за датум: |date= (помоћ),
4. ↑  Baer, Robert. See No Evil: The True Story of a Ground Soldier in the CIA's War on Terrorism. Broadway Books.
5. ↑  „Ex-CIA Agent Robert Baer, Inspiration for 'Syriana'”. NPR. 6. 12. 2005. Приступљено 11. 4. 2019.
6. ↑  „Syriana Blu-ray”. www.WBShop.com.
7. ↑  P. Helmreich (1974). From Paris to Sèvres. Ohio State University Press.
8. ↑  Fromkin (1989). A Peace to End All Peace. стр. 26—28. ISBN 978-0-8050-0857-9.
9. ↑  H. H. Asquith The Genesis of the War. 1923. стр. 82.
10. ↑  Fromkin (1989). A Peace to End All Peace. стр. 436—437. ISBN 978-0-8050-0857-9.
11. ↑  Quilliam (1999). Syria and the New World Order. стр. 33. ISBN 978-0-86372-249-3.. "In order to inhibit Arab nationalism from developing potency and challenging their administration, the French authorities operated an imperial policy of divide and rule. The dismemberment of 'Historical Syria' into artificial statelets signified a policy that sought to thwart the appeal of Arab nationalism. As the region is full of ethnic, religious, and linguistic minorities, the dismemberment followed a logical pattern that generated structural problems for the future. Mount Lebanon was detached from Syria with the surrounding Muslim environs of Sidon, Tripoli, and Beqa'. The remaining territory was subdivided into four mini-states: Aleppo, Damascus, Latakia, and Jabal al-Druze, thus disrupting the coherence of Arab nationalism within Bilad al-Sham."
12. 1 2  Armenia on the Road to Independence, 1967, p. 59
13. ↑  Richard G. Hovannisian, The Republic of Armenia
14. ↑  Richard G. Hovannisian (1971). The Republic of Armenia. Berkeley, University of California Press.
15. ↑  Richard G. Hovannisian (1997). The Armenian People from Ancient to Modern Times: Foreign Dominion to Statehood: The Fifteenth...
16. ↑  letter to French Foreign Office – 3 December 1918
17. ↑  President Wilson's Acceptance letter for drawing the frontier given to the Paris Peace Conference, Washington, 22 November 1920.